# Stadion Z’dežele
Stadion Z’dežele (stari imeni Arena Petrol in Športni park pod Golovcem) je nogometni stadion v Celju, domači stadion Nogometnega kluba Celje (NK Celje) ter med letoma 2004 in 2008 Slovenske nogometne reprezentance, ki je na njem odigrala vse pomembnejše domače mednarodne tekme. Od leta 2011 je tudi domači stadion Nogometnega kluba Arena TV Šampion Celje (NK Šampion). 
Ime je dobil po celjski mesnini Z'dežele. 
Ob odprtju leta 2003 je imel stadion eno samo tribuno s 3600 sedeži. Dodatni dve tribuni sta bili dograjeni v naslednjih dveh letih, s čimer se je zmogljivost dvignila na 10.085 sedežev. Zadnja tribuna je trenutno še v izgradnji, ko bo končana, bo imel stadion zmogljivost 12.350 sedišč. Igrišče z vgrajenim talnim gretjem je dolgo 105 in široko 68 metrov, pokrito pa je z naravno travo. Za nočne tekme je stadion opremljen z reflektorji moči 1400 luksov.
Leta 2010 je stadion gostil Slovenski evharistični kongres, ki se ga je udeležilo 32.000 ljudi.

## Reprezentančne tekme
| datum              | tekmovanje                 | nasprotnik           | rez. | gledalcev |
| ------------------ | -------------------------- | -------------------- | ---- | --------- |
| 31. marec 2004     | Prijateljska tekma         | Latvija              | 0:1  | 2.300     |
| 4. september 2004  | Kvalifikacije za SP 2006   | Moldavija            | 3:0  | 4.000     |
| 9. oktober 2004    | Kvalifikacije za SP 2006   | Italija              | 1:0  | 9.250     |
| 9. februar 2005    | Prijateljska tekma         | Češka                | 0:3  | 4.000     |
| 26. marec 2005     | Prijateljska tekma         | Nemčija              | 0:1  | 9.200     |
| 30. marec 2005     | Kvalifikacije za SP 2006   | Belorusija           | 1:1  | 8.000     |
| 3. september 2005  | Kvalifikacije za SP 2006   | Norveška             | 2:3  | 10.055    |
| 12. oktober 2005   | Kvalifikacije za SP 2006   | Škotska              | 0:3  | 9.000     |
| 31. maj 2006       | Prijateljska tekma         | Trinidad in Tobago   | 3:1  | 2.500     |
| 15. avgust 2006    | Prijateljska tekma         | Izrael               | 1:1  | 3.000     |
| 7. oktober 2006    | Kvalifikacije za Euro 2008 | Luksemburg           | 2:0  | 3.000     |
| 28. marec 2007     | Kvalifikacije za Euro 2008 | Nizozemska           | 0:1  | 9.520     |
| 2. junij 2007      | Kvalifikacije za Euro 2008 | Romunija             | 1:2  | 8.000     |
| 12. september 2007 | Kvalifikacije za Euro 2008 | Belorusija           | 1:0  | 4.000     |
| 13. oktober 2007   | Kvalifikacije za Euro 2008 | Albanija             | 0:0  | 4.000     |
| 21. november 2007  | Kvalifikacije za Euro 2008 | Bolgarija            | 0:2  | 3.600     |
| 19. november 2013  | Prijateljska tekma         | Kanada               | 1:0  | 2.500     |
| 10. junij 2025     | Prijateljska tekma         | Bosna in Hercegovina | 2:1  | 12.000    |